# I. Konstancia szicíliai királynő
I. Konstancia (1154. november 2. – 1198. november 27.) szicíliai királynő 1194-től haláláig, valamint VI. Henrikkel 1191-ben kötött házassága után német-római császárné.

## Élete
Konstancia már nyolc hónappal apja halála után, 1154. november 2-án született, II. (Hauteville) Roger szicíliai király és harmadik neje, Rethel-i Beatrix grófnő egyetlen leányaként. A szülők 1151-ben házasodtak össze. Apai nagyszülei: I. Roger szicília-i gróf és harmadik hitvese, Adelaide (Aleramici) del Vasto. Anyai nagyszülei: Ithier, Rethel grófja és Namur-i Beatrix
Harmincéves koráig nem volt jegyese, ami abban a korban egy arisztokrata hölgy esetében igen szokatlan volt, hiszen a hercegnők és királylányok kezét apjuk már szinte csecsemőkorukban odaígérte egy másik ország trónörökösének, hogy szövetséget köthessen egymással a két nagyhatalom. Egyes feltételezések szerint amikor megkérték a lány kezét, már apácaként élt egy kolostorban, s csak a pápai diszpenzáció (diszpenzáció= különleges engedély, felmentés) révén mehetett férjhez.
1172-ben meghalt Konstancia fiatalabb unokaöccse, Capua-i Henrik herceg, s pont a hercegnőt nevezte meg örökösének a Szicíliai Királyság tekintetében, amennyiben a lány idősebbik unokaöccse, Henrik bátyja, II. (Hauteville) Vilmos szicíliai király gyermektelenül hunyna el. Vilmos már 1177-től nős volt, ám házassága sajnos meddő maradt, így amikor 1189. november 11-én meghalt a király, Konstancia lett az első számú trónörökös. Abulafia szerint II. Vilmos nem látta előre, hogy halála után megvalósul majd a szicíliai és a német királyság egyesülése. Vilmos célja elsődlegesen inkább az volt, hogy még az ő életében megvalósulhasson egy Itáliával való diplomáciai szövetség megszilárdítása, együtt, az ottani normann uralom ellen.
Érdekes, hogy II. Vilmos még akkor sem sietett férjet találni nagynénje, Konstancia számára, mikor már jól tudta, hogy neki, saját magának úgysem lesz gyermeke, akit trónörökössé tehet majd. Végül mégis beleegyezett abba, hogy 1184-ben Konstanciát eljegyezze a későbbi VI. Henrik német-római császár, aki akkor már római király volt 1169 óta. Körülbelül két évvel később, 1186. január 27-én házasodtak össze. Az akkori pápa, aki épp konfliktusba keveredett Henrikkel, nem akarta, hogy Dél-Itália, ami akkoriban Európa egyik leggazdagabb királysága volt, német kézbe kerüljön át. Ennek ellenére Henrik megpróbálta rákényszeríteni a Szentatyát, III. Celesztint, hogy keresztelje és koronázza meg csecsemőkorú fiát, Frigyest, csakhogy Őszentsége ezt nem volt hajlandó megtenni. A Szicíliai Királyság normann származású nemesei sem ujjongtak az ötlettől, hogy egy Hohenstaufen legyen az új uralkodójuk, ám II. Vilmos végül nagy nehezen elérte, hogy országa fontos arisztokratái, s udvartartása meghatározó tagjai is megesküdjenek, amennyiben ő gyermektelenül hal meg, el fogják fogadni Konstanciát trónörökösként.
Csakhogy amikor Vilmos 1189-ben elhunyt, azonnal fellépett egy másik trónigénylő családtag is, Tancred személyében. Tancred Vilmos egyik unokatestvére, s Konstancia unokaöccse volt, és máris magához ragadta a koronát. Tancred törvénytelen gyermek volt, mégis maga mellé állította a királyság legbefolyásosabb embereit, akik inkább támogatták egy fattyú trónkövetelését, minthogy egy asszony uralkodjon majd felettük, vagy annak német férje. 1190-ben elhunyt Konstancia apósa, egy év múlva pedig az asszonyt és hitvesét császárrá és császárnévá koronázták. Ezek után Konstancia elkísérte férjét, aki a császári sereg élén támadást indított a trónbitorló Tancred megbuktatása céljából. A hadjárat sikeresnek bizonyult, ugyanis a normann fennhatóság alá tartozó, észak-itáliai városok sorra nyitották meg kapuikat VI. Henrik és hatalmas serege előtt. Köztük volt a két legrégebbi, normannok által épített, szilárdan álló katonai erődítmény is, Capua és Aversa. Salerno városából még üzenetet is küldtek az épp feléjük közeledő császárnak, hogy szívesen fogadják őt, továbbá meghívták a császárnét, töltsön egy kis időt néhai apja régi, ottani kastélyában, mivel a szabadban már csak nehezen lehetett elviselni a nyári forróságot. (Salerno volt II. Roger gróf főhadiszállása.)
Nápoly volt az első királyság, amely masszív ellenállást mutatott Henrik hódító törekvéseivel szemben, annak ellenére, hogy akkor már javában tartott a kellemetlen, embert próbáló nyári hőség. Az addig sikeresnek mondható birodalmi hadjárat kényes pontjához érkezett, mivel a sereg nagy része sajnos meghalt a malária és egyéb fertőző betegségek következtében. A császár ekkor, látva a súlyos emberveszteségeket, kénytelen volt visszavonulót fújni. Konstancia akkor még mindig Salernóban tartózkodott, egy kisebb helyőrség védelmében, várva férje mielőbbi visszatérését. Amint a császár visszavonta seregét a fenyegetett városok közeléből, azok rögtön megszegték a neki tett hűségesküjüket, s újból átálltak Tancred oldalára, habár emiatt nagyon tartottak Henrik kegyetlen bosszújától. Salerno lakossága szerette volna kimutatni a Tancred király iránti lojalitását, így Konstanciát elvitték hozzá Messinába, mint előkelő hadifoglyot. Tancred, ravasz módon hajlandó volt szabadon engedni a császárnét, cserébe azért, hogy III. Celesztin pápa hivatalosan is elismerje őt Szicília jogos királyaként. 
Őszentsége végül engedett Tancred zsarolásának, hogy biztosíthassa a császárné biztonságos visszatérését Rómába. VI. Henrik a többi környező hatalommal szemben mindig a pápaság intézményét részesítette előnyben, s remélte, egyszer még megvalósulhat a Német-római Birodalom és a Szicíliai Királyság egyesülése, a császár uralma alatt. (Henrik azon az alapon tartott igényt a szicíliai koronára, hogy felesége volt az ország egyedüli, törvényes trónörököse.)
A birodalmi sereg is közbeavatkozhatott volna Konstancia kiszabadítása érdekében, mielőtt még visszaengedték volna az asszonyt Rómába. A katonaság felügyelete alatt a császárnét épségben hazavihették volna, átkelve az Alpokon. Ha a sereg még időben kiszabadította volna Konstanciát, megelőzhették volna, hogy mind a Szentatya, mind pedig Tancred király diplomáciai hasznot húzhasson az ő fogva tartásából. 1194-ben Henrik ismét megkísérelte elfoglalni Szicília trónját, amikor február 20-án Tancred hirtelen meghalt. Még abban az évben dél felé vonult csapataival, Palermo városa felé, amit szinte ellenállás nélkül el is foglalt. A néhai Tancred kiskorú fiát, aki apja halála után III. Vilmos néven lépett trónra, 1194 októberében minden nehézség nélkül megfosztotta koronájától, s saját magát kiáltotta ki Szicília új uralkodójának. A dél felé vonuló birodalmi sereg, élén VI. Henrikkel, gyors ütemben tovább folytatta menetelését, ám az akkor már körülbelül hét hónapos terhes császárné csak lassúbb tempóban követte férjét az úton.
1194. december 26-án, egy Jesi nevű kisvárosban, Ancona közelében a császárné végül világra hozta a várva várt trónörököst, aki a Frigyes nevet kapta. Egy nappal korábban VI. Henriket Palermóban Szicília új királyává koronázták, I. Henrik néven. Konstancia már 40 éves volt fia születésekor, ezért sok rosszmájú pletyka szerint valójában nem is ő hozta világra Frigyest, hanem egy idegen gyermeket csempésztek be a palotába. Állítólag a császárné felállíttatott egy pavilont Jesi forgalmas piacterén, s felkérte az ottani, sokat tapasztalt matrónákat, hogy legyenek tanúi a trónörökös születésének. A legenda szerint, pár nappal a szülés után a császárné visszatért ugyanarra a piactérre, karjában gyermekével, s nyilvánosan megszoptatta a kis Frigyest. 1197. szeptember 28-án, 31 esztendős korában elhunyt VI. Henrik. Egy év múlva, szeptember 3-án, Palermóban a csupán hároméves Frigyes herceget II. Frigyes néven Szicília királyává koronázták, anyja társuralkodójaként, aki így az ország királynője lett. Konstancia, néhai férjével ellentétben, már egyáltalán nem törekedett egyesíteni a Német-római Birodalom és a Szicíliai Királyság kormányzatát. Végül az anyacsászárné kezdte átvenni elhunyt hitvese politikai gondolkodásmódját, mely olyannyira különbözött az övétől.
Logikus döntésként az asszony igen rátermett, helyi születésű tanácsadókkal vette körül magát, s teljesen kizárta a kormányzásból a túlságosan is ambiciózus Markward von Anweiler-t. Konstancia úgy próbálta meg tovább csökkenteni a feltörekvő férfi hatalmát és befolyását, hogy birtokokat kizárólag Molise városában (Itália, Campobasso megye) engedélyezett neki. Konstancia özvegy királynéként és császárnéként nem formált igényt a német királyi és a német-római császári trónra. Amikor 1198-ban Frigyes herceget ünnepélyes keretek között megkoronázták, Konstancia azonnal barátsággal fordult az új pápa, III. Ince felé, félretéve azt a régóta tartó vitát, melynek lényege az volt, hogy a király volt mindig is az Úr földi helytartója, nem pedig Őszentsége.
Konstancia ezzel a gesztussal azt kockáztatta, hogy túl nagy beleszólást enged a Szentatyának a birodalom bel-és külügyeibe egyaránt. Az asszony a fia ingatag, frissen szerzett hatalmát féltette az előbb-utóbb már terhessé váló pápai befolyástól. Konstancia csupán a szicíliai trón megszerzését kívánta elérni, viszont az itáliai, a római királyi címre, vagy a német-római császári címre egyáltalán nem vágyott. (A római királyi cím elnyerésére az asszony sógorának, Sváb Fülöp hercegnek, a néhai VI. Henrik öccsének volt a legtöbb esélye Konstancia fiával szemben, ugyanis őt támogatták az ottani nemesek is.)
Dante „Isteni színjáték” című művében is olvashatóak utalások Konstancia vallásos elhivatottságáról („Konstancia a Paradicsomban”), s arról, hogy valószínű, apáca volt, mielőtt férjhez adták őt:
```
  „S e másik fény, ki vélem tűnt elébed,
  jobbom felől, s ha arcait kitárja,
  körünknek minden sugarában égnek,
  amit magamról mondtam, ő is állja:
  szűz nővér volt, és durván tépetett le
  tört homlokáról a szent fátylak árnya.
  De bár igy újra a világba vetve
  az Egyház rendje s önnön vágya ellen:
  szivének fátyolát le sohse tette.
  A nagy Constanza fénye ez a szellem!
  ki lőn, hogy svábság harmadik viharja
  éltet a másodiktól s tőle nyerjen.”
```

Konstancia, kiskorú fia gyámjaként, csupán egy évnyi régensség után, 1198. november 27-én, 44 éves korában elhunyt. Végakaratában az asszony a pápa gyámsága alá helyezte a kis Frigyest, ám az okiratban ugyanakkor figyelmeztette is III. Incét, hogy tartsa tiszteletben a gyermek örökségének sérthetetlenségét.